# Cartaletis variabilis
Cartaletis variabilis är en fjärilsart som beskrevs av Butler 1878. Cartaletis variabilis ingår i släktet Cartaletis och familjen mätare. Inga underarter finns listade i Catalogue of Life.